# Черепетица
Черепетица (Черпетица, Трепетица, Черепитица; бел. Чарапя́ціца, Чарапеціца / Чарапяці́ца, Чарпеціца) — река в Россонском районе Витебской области Белоруссии и Себежском районе Псковской области России. Левый приток реки Нища.

## Описание
Река Черепетица вытекает из озера Межево в Россонском районе. Исток находится в 0,5 км к востоку от деревни Межево. Русло проходит по территории Нещердовской возвышенности и Полоцкой низменности. Река впадает в Нищу с левой стороны в 3 км к северо-востоку от деревни Юховичи. Высота истока составляет 149,3 м над уровнем моря, высота устья — 136,3 м.
Река протекает через три последовательно расположенных озера: Мылинское, Черепитское и Вальковское. Участок русла между озёрами Межево и Мылинское носит название Межево (или Межева; бел. Межева).
Длина русла составляет 22 км. Площадь водосбора — 359 км². Уклон реки — 0,2 м/км. 72 % площади водосбора покрыто лесом.
Протяжённый участок как самой Черепетицы, так и берегов озёр, через которые она протекает, образует государственную границу между Белоруссией и Россией, разделяя Россонский район Витебской области и Себежский район Псковской области.